# Émile Appay

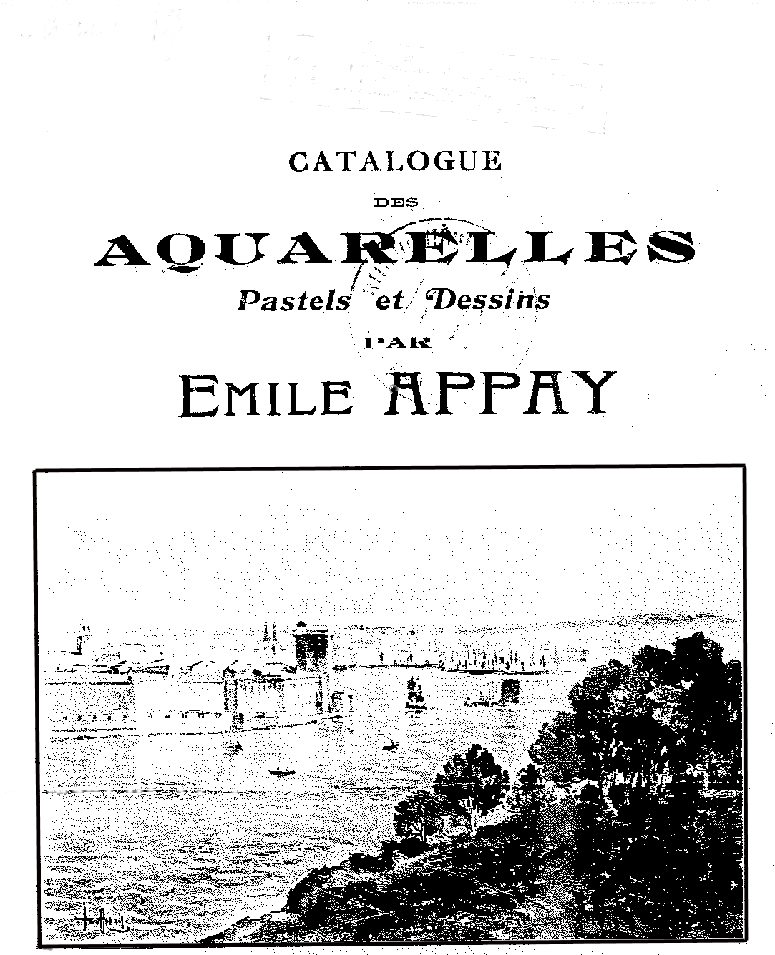
Katalog från försäljning på 'Hôtel Drouot den 18 mars 1919. Omslagsbild med motiv från entrén till Marseilles gamla hamn.

Émile Appay, född 2 juni 1876 i Saint-Just i Frankrike, död 7 oktober 1935 i Vaux-sur-Seine i Frankrike, var en fransk landskapsmålare. 
Émile Appay växte upp i Paris. Hans far Charles Appay var grafiker. Han studerade för Henri Harpignies och Paul Lecomte och var en vän till André Derain. 

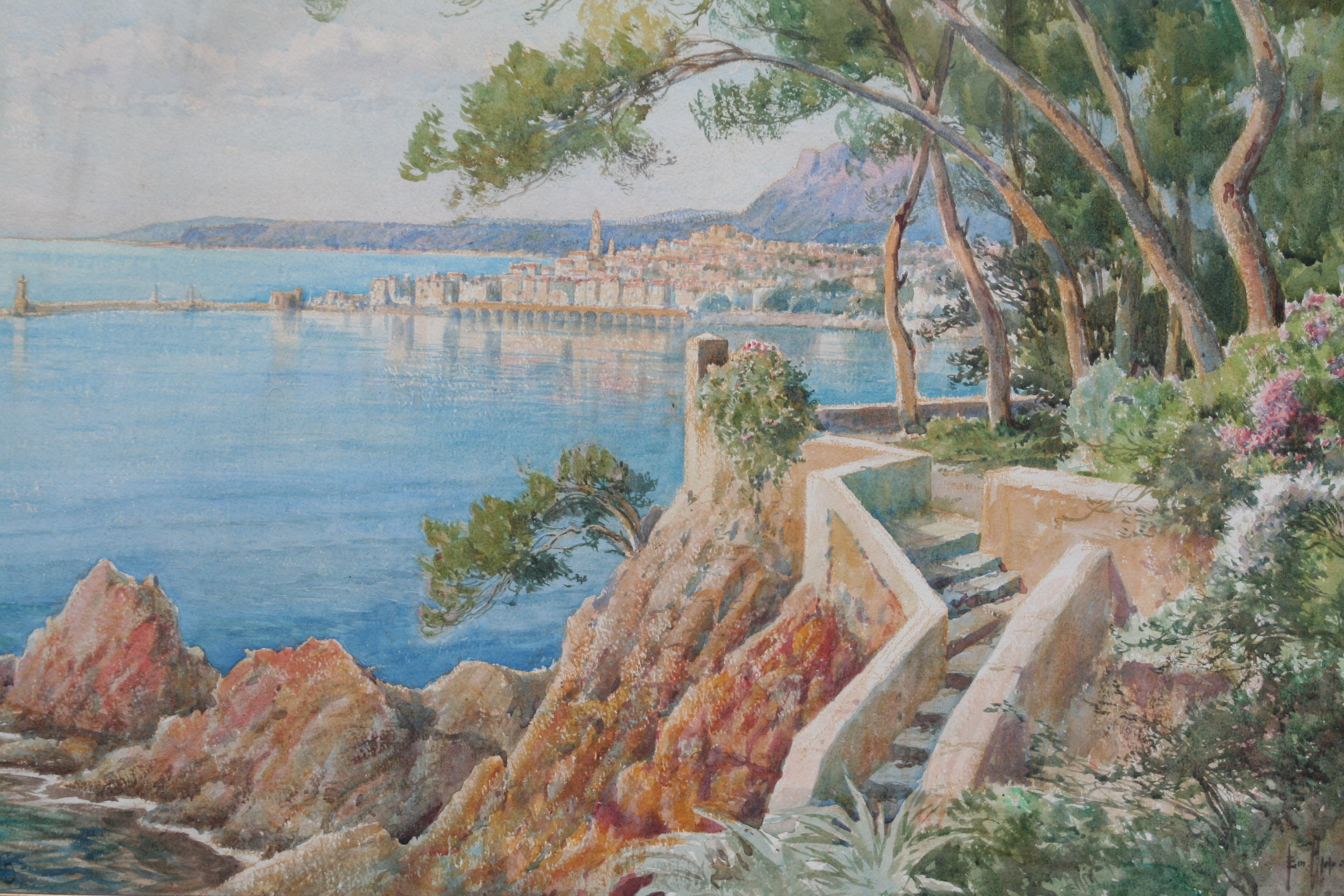
Emile Appay - Menton

Han gifte sig 1900 och hade två barn. Vid 38 års ålder blev han inkallad som soldat i första världskriget. Där gjorde han ett stort antal teckningar från stridsområden, särskilt från Aisne, där han sårades 1916 i Slaget vid Somme. 
Han studerade för Henri Harpignies och Paul Lecomte och var en vän till André Derain. Han har haft utställningar i olika gallerier i Paris.